# Gyeongdan
I gyeongdan (경단?, 瓊團?, kyǒngdanMR) sono tteok dolci preparati con farina di riso glutinoso o di altri cereali ad alto contenuto di glutine.

## Preparazione
La farina di riso glutinoso o miglio viene impastata fino a formare delle palline grandi quanto una castagna, che vengono cotte al vapore e poi ricoperte di miele e polvere di fagioli azuki, fagioli mungo verdi, semi di sesamo, pinoli, giuggiole e altro. Un tipo di gyeongdan che appare nell'Imwongyeongjeji, un'enciclopedia sulla vita rurale scritta dallo studioso Seo Yu-gu nel XIX secolo, viene passato non solo nel miele, ma anche nel succo di zenzero, e poi ricoperto di cannella.

## Varianti
Una popolare variante di gyeondan è quella che si prepara a Kaesong: essi vengono ricoperti di polvere di fagioli azuki e immersi in acqua e miele, ragione per la quale vengono poi mangiati con un cucchiaio.

## Consumo
Nel Dongguksesigi, un'opera incentrata sugli usi e costumi stagionali della Corea terminata nel 1849, si racconta che all'inizio dell'inverno si mangiavano due tipi di gyeongdan: gli aedanja (애단자?, 艾團子?), di artemisia e farina di riso glutinoso, passati nel miele e nella polvere di fagioli di soia tostati, e i mildango (밀단고?, 蜜團餻?), di sola farina di riso, coperti di miele e fagioli bolliti. Siccome sono considerati un dolce di buon auspicio, appaiono comunemente sulle tavole imbandite per festeggiare il centesimo giorno di vita o il primo compleanno di un bambino, e in questo caso sono ricoperti di polvere di fagioli azuki perché si ritiene che il colore rosso scacci gli spiriti maligni.